# Novšići
Novšići este un sat din comuna Plav, Muntenegru. Conform datelor de la recensământul din 2003, localitatea are 82 de locuitori (la recensământul din 1991 erau 118 locuitori).

## Demografie
În satul Novšići locuiesc 71 de persoane adulte, iar vârsta medie a populației este de 46,9 de ani (43,0 la bărbați și 51,3 la femei). În localitate sunt 30 de gospodării, iar numărul mediu de membri în gospodărie este de 2,73.
|  |

| Demografie | Demografie | Demografie |
| An         | Locuitori  | Locuitori  |
| ---------- | ---------- | ---------- |
|            |            |            |
|            |            |            |
|            |            |            |
|            |            |            |
| 1948       | 280        |            |
| 1953       | 308        |            |
| 1961       | 276        |            |
| 1971       | 266        |            |
| 1981       | 195        |            |
| 1991       | 118        | 118        |
| 2003       | 87         | 82         |

| \| Componența etnică conform recensământului din 2003[2] \| Componența etnică conform recensământului din 2003[2] \| Componența etnică conform recensământului din 2003[2] \| Componența etnică conform recensământului din 2003[2] \| Componența etnică conform recensământului din 2003[2] \| \| ----------------------------------------------------- \| ----------------------------------------------------- \| ----------------------------------------------------- \| ----------------------------------------------------- \| ----------------------------------------------------- \| \| \| \| \| \| \| \| Sârbi \| Sârbi \| \| 75 \| 91,46% \| \| Muntenegreni \| Muntenegreni \| \| 6 \| 7,31% \| \| necunoscută \| necunoscută \| \| 0 \| 0% \| |              |  |    |        |
| Componența etnică conform recensământului din 2003 |              |  |    |        |
| |              |  |    |        |
| Sârbi | Sârbi        |  | 75 | 91,46% |
| Muntenegreni | Muntenegreni |  | 6  | 7,31%  |
| necunoscută | necunoscută  |  | 0  | 0%     |